# Monti Menzinskij
I monti Menzinskij (in russo Мензинский хребет?, Menzinskij chrebet) sono una catena montuosa della Siberia Orientale meridionale (Territorio della Transbajkalia) che fa parte dell'altopiano Chėntėj-Daur. Si trovano sulla riva sinistra del fiume Menza.
La catena montuosa si estende dal confine della Mongolia (a sud) fino alla confluenza del Menza nel Čikoj  (a nord). La lunghezza totale è superiore a 100 km. La larghezza media è di 15-25 km. Numerosi speroni si estendono dal lato occidentale del crinale verso il fiume Čikoj. Le altezze predominanti vanno dai 1 400 ai 1 600 m, il punto più alto è il monte Kurepin (2 009 m). 
La dorsale è composta da rocce prevalentemente del Paleozoico inferiore. In alcuni punti contengono corpi di rocce metamorfiche del Proterozoico inferiore, nonché graniti del tardo Carbonifero, e del medio e tardo Giurassico. Il rilievo è dominato dalle montagne centrali, sezionate dalle valli dei fiumi e dai loro affluenti. Lungo i pendii ci sono "fiumi di pietre" (kurum) e sporgenze rocciose. I principali tipi di paesaggio sono la taiga montana, la foresta prealpina e i gol'cy.